# Кызыл-Чилик
Кызыл-Чилик (Кызылшилик; устар. Тимиркуна) — река в Челябинской области России. Устье реки находится в 119 км по левому берегу реки Гумбейка. Высота устья — 345 м над уровнем моря. Длина реки — 62 км, площадь водосборного бассейна — 1590 км².
- В 23 км от устья по правому берегу реки впадает река Темир-Зингейка.

## Данные водного реестра
По данным государственного водного реестра России относится к Уральскому бассейновому округу, водохозяйственный участок реки — Урал от Магнитогорского гидроузла до Ириклинского гидроузла. Речной бассейн реки — Урал (российская часть бассейна).
Код объекта в государственном водном реестре — 12010000312112200001793.